# Orchestina pavesii
Orchestina pavesii är en spindelart som först beskrevs av Simon 1873.  Orchestina pavesii ingår i släktet Orchestina och familjen dansspindlar. Inga underarter finns listade i Catalogue of Life.